# Midland Railway classe 700
Les locomotives Classe 3 no 700 à 779 du Midland Railway sont des locomotives à vapeur de disposition d'essieux 220 « American » (4-4-0 dans la nomenclature britannique) utilisées en service voyageurs par le Midland Railway, le London, Midland and Scottish Railway. Dotées de deux cylindres simple expansion et de roues de 6 pieds 9 pouces (plus de deux mètres), elles étaient les premières locomotives du Midland construites avec un foyer Belpaire. Une soixantaine a été dotée d'une nouvelle chaudière à surchauffeur. Seules ces dernières passeront le cap des années 1930 ; une partie étant utilisée plus tard par les British Railways.

## Historique

### Origines
Vers 1900, le matériel moteur du Midland Railway comprend de nombreuses locomotives de disposition 220 dont 275 construites de 1876 à 1901 (Classe 2), des machines plus anciennes de disposition 120 et une centaine de locomotives « Single Driver » (211) à un seul essieu moteur, dont les dernières sont sorties d'usine en 1900. Le Midland ne jure que par les locomotives de petites dimensions, remorquant des trains de voyageurs légers, donc très rapides, sur les lignes de Londres, Derby, Manchester, Liverpool, Gloucester et Bath, au relief favorable. Plutôt que de construire des locomotives de grande puissance remorquant des express emportant davantage de voyageurs, le choix est fait de desservir les grandes lignes avec plusieurs trains de faible tonnage. L'inauguration en 1879 de la ligne de Settle à Carlisle (en), au relief très tourmenté, impose d’employer deux locomotives en tête des express, voire une troisième en pousse. Des convois de locomotives d'appoint redescendant à vide en l'attente du prochain train deviennent monnaie courante tandis que le poids du matériel roulant augmente rapidement avec l'accroissement du confort à bord. Les autres chemins de fer feront le choix durant cette décennie de se doter de locomotives à trois essieux moteurs pour les trains de voyageurs rapides mais le Midland s'accrochera à sa philosophie des locomotives légères à deux essieux jusqu'aux années 1920.

### Mise au point
Dans ce contexte, l'ingénieur en chef Samuel Waite Johnson (en) met au point des locomotives dont la puissance et l'effort de traction sont supérieurs aux locomotives regroupés dans la Classe 2, leur valant de figurer dans la Classe 3 : un groupe de puissance où elles sont les seules locomotives pour voyageurs. En rupture avec le foyer Crampton à sommet rond, les nouvelles venues ont une chaudière à foyer Belpaire à sommet carré. Le diamètre des cylindres et la pression sont également accrus et un nouveau type de cabine de conduite, plus haute pour passer par-dessus le foyer et dotée d'une toiture protégeant mieux l'équipe de conduite, fait son apparition. Toutes ces caractéristiques seront reprises par les successeurs de Johnson pour les locomotives neuves et celles du XIXe siècle.
Les dix premières locomotives sorties d'usine en 1900-1901, numérotées 2606-2610 et 800-804 reçoivent une chaudière Belpaire du premier type baptisée GX à la pression maximale de 175 psi (livre-force par pouce carré). Les suivantes immatriculées 2781-2790 et 810-869 sont une chaudière G8 de 180 psi.

### Évolutions
En 1907, la numérotation des 80 locomotives est rationalisée devenant 700 à 779.
En 1902, Johnson met au point les premières représentantes de la classe 1000 qui combinent une version évoluée de la chaudière des "700" avec un moteur compound à trois cylindres. Plus puissantes et classées à ce titre dans la classe 4, elles reprennent aux Belpaire les trains les plus exigeants tout comme les dix machines de la série 990 qui reviennent à la disposition à deux cylindres à simple expansion. Toutefois, fidèle à sa politique des petites locomotives, le Midland ne construira plus aucune 220 de puissance comparable ou supérieure aux 700-779 après 1909.
La mise au point de la surchauffe sur les locomotives à vapeur, brevetée avec succès par l'allemand Wilhelm Schmidt, incite le Midland à moderniser ses locomotives existantes. Les 80 exemplaires de la série sont progressivement transformées avec une nouvelle chaudière G8A dotée d'un surchauffeur Schmidt et de cylindres agrandis à partir de 1916.
En 1923, le groupement des compagnies de chemin de fer privées du Royaume-Uni donne naissance au London, Midland and Scottish Railway. L'ingénieur en chef du Midland Henry Fowler reprend cette fonction au LMS en 1925 et supervise la construction de nouvelles 220 à foyer Belpaire et surchauffeur Schmidt inspirées des locomotives du Midland. Ce sont toutefois les classes 2 de faible puissance et les classe 4 de forte puissance qui sont choisies comme modèle. À partir de 1927, le monopole des locomotives pour express à deux essieux moteurs sur les anciennes lignes du Midland prend fin lorsque le LMS fait construire ses premières locomotives de disposition ten wheel.

### Fin de carrière
En 1925, le LMS décrète qu'il n'y a pas lieu de moderniser les sept locomotives classe 3 portant encore leur chaudière d'origine. Les premières sont radiées la même année et les dernières à vapeur saturées ne passent pas le cap des années 1930.
La 714 est détruite en 1928 lors de la catastrophe ferroviaire (en) de Charfield, impliquant un train postal Leeds – Bristol du LMS composé de dix voitures anciennes, dont quatre de voyageurs, et un train de marchandises du Great Western Railway.
Rendues superflues par l'alourdissement des trains et l'abondance de locomotives à deux essieux pour le service des trains légers, les machines modernisées avec un surchauffeur disparaissent elles-aussi, les 705 et 706 disparaissant en premier en 1927 et 1932. Les mises au rebut cessent avec le déclenchement de la Seconde Guerre mondiale mais reprennent peu avant la nationalisation de 1948 qui donne naissance aux British Railways.
Ces derniers ne reprennent que 22 exemplaires à l'inventaire, ajoutant le préfixe 40 au numéro d'origine. Une partie ne roule déjà plus et reçoit cette nouvelle numérotation sur papier seulement. Les autres sont graduellement arrêtées et démolies. Il ne reste que trois exemplaires en 1952, les 40726, 728 et 742, qui disparaissent avant la fin de l'année. Aucune n'est préservée.